# Frenelle-la-Petite
Frenelle-la-Petite è un comune francese di 50 abitanti situato nel dipartimento dei Vosgi nella regione del Grand Est.

## Società

### Evoluzione demografica
Abitanti censiti